# Unge øjne
Unge øjne è l'album di debutto della cantante danese Cisilia, pubblicato il 16 maggio 2015 su Spotify e il 18 maggio su CD e sulle piattaforme digitali su etichetta discografica Universal Music Denmark. Unge øjne è rimasto al primo posto nella classifica degli album più venduti in Danimarca per due settimane ed è stato certificato disco d'oro per aver venduto oltre 10 000 copie. L'album è risultato il ventiduesimo album più venduto in Danimarca nel 2015.
Dall'album sono stati estratti quattro singoli: Ring den alarm, Vi to datid nu, Luftballon e Unge øjne. Vi to datid nu ha riscosso un enorme successo in Danimarca, venendo certificato doppio disco di platino e risultando il singolo più mandato dalle stazioni radiofoniche nazionali P3 e P4.

## Tracce
CD e download digitale
1. Rasta Barbie – 3:10
2. Unge øjne – 3:27
3. Luftballon – 3:15
4. Ring den alarm – 3:08
5. DNA – 3:19
6. Skru op den bas – 2:59
7. Vi to datid nu – 3:12
8. Kostbar – 3:34
9. Rejs D'op og dans – 3:31
10. Det du siger – 3:17
11. Nordlys – 3:52

## Classifiche
| Classifica (2015) | Posizione massima |
| ----------------- | ----------------- |
| Danimarca         | 1                 |